# Кудербекова, Зеркуль Дуйсеновна
Зерку́ль Дюйсе́новна Кудербе́кова (1922 год — 1993 год) — передовик производства, закройщица, сменный мастер Алма-Атинской обувной фабрики № 1, Казахская ССР. Герой Социалистического Труда (1960).

## Биография
В 1938 году в возрасте 16 лет устроилась на работу закройщицей в закройный цех Алма-Атинской обувной фабрики № 1 (позднее — филиал № 4 Алма-Атинского производственного объединения «Джетысу»). Была назначена сменным мастером.
В 1960 году в ознаменование 50-летия Международного женского дня была удостоена звания Героя Социалистического Труда «за выдающиеся достижения в труде и особо плодотворную общественную деятельность».
Избиралась делегатом XXII съезда КПСС и IX, XI—XIII съездов Компартии Казахстана.
Скончалась в 1993 году.

## Награды
- Герой Социалистического Труда — указом Президиума Верховного Совета СССР 7 марта 1960 года
- Орден Ленина